# Kevin Hooks
Kevin Hooks (Filadelfia, 19 settembre 1958) è un attore e regista statunitense attivo come attore bambino dal 1969 al 1972 e quindi come attore televisivo ma soprattutto come regista e produttore.

## Biografia
Kevin Hooks nasce a Filadelfia in Pennsylvania, figlio di Yvonne, una dipendente statale e di Robert Hooks, un attore e regista che fu protagonista di molti film negli anni 1970. Fra i suoi amici Kevin è conosciuto con il soprannome di "King Royal".
Dal 1969 al 1972 ha una breve ma importante esperienza di attore bambino. Dopo Steven Perry nel film Un grappolo di sole (A Raisin in the Sun, 1961) e Marc Copage nella serie televisiva Giulia (1968-71), Kevin Hooks è uno dei primi attori bambini afro-americani cui si offra l'opportunità di ruoli protagonistici non stereotipati. Il suo talento si rivela in J.T. (1969), acclamato episodio della serie televisiva CBS Children's Hour, e soprattutto nel film Sounder (1972), nel quale assieme al fratello minore Eric e agli attori Paul Winfield e Cicely Tyson è chiamato a descrivere il difficile cammino verso la piena emancipazione per un ragazzo di colore cresciuto nella Louisiana degli anni trenta. L'esperienza di Kevin Hooks apre la strada ad altri attori bambini afroamericani degli anni settanta come George Spell (The Biscuit Eater, 1972), Erin Blunt (The Bad News Bears, 1976) e Gary Coleman e Todd Bridges (Il mio amico Arnold, 1978-86)
Hooks continua a lavorare come giovane attore negli anni settanta e ottanta, acquistando notorietà soprattutto per la sua partecipazione alle fortunate serie televisive Time Out (The White Shadow, 1978-81) e He's the Mayor (1986), nella quale interpreta la parte di un giovane sindaco afro-americano.
A partire dai primi anni ottanta si dedica con sempre maggior frequenza alla regia, che diviene la sua occupazione principale. Dirige Wesley Snipes in Passenger 57 (1992) e gli attori Laurence Fishburne e Stephen Baldwin in Inseguiti (1996). Hooks lavora anche come regista e produttore di numerose serie televisive, inclusa Prison Break (2006-09).
Nel 2003, Hooks dirige un remake di Sounder per la serie ABC's Wonderful World of Disney, affidandovi ancora un ruolo all'attore Paul Winfield con il quale aveva recitato 20 anni prima.

## Filmografia

### Attore

#### Cinema
- Sounder, regia di Martin Ritt (1972)
- Aaron Loves Angela, regia di Gordon Parks Jr. (1975)
- Just an Old Sweet Song, regia di Robert Ellis Miller (1976)
- A Hero Ain't Nothin' But a Sandwich, regia di Ralph Nelson (1978)
- Take Down, regia di Kieth Merrill (1979)
- La casa delle orchidee (For Members Only), regia di Derek Ford (1983)
- Salto nel buio (Innerspace), regia di Joe Dante (1987)
- Strictly Business, regia di Kevin Hooks (1991)
- Amore a prima svista (Shallow Hal), regia di Peter e Bobby Farrelly (2001)

#### Televisione
- The Greatest Thing That Almost Happened, regia di Gilbert Moses – film TV (1977)
- La Casa Bianca dalla porta di servizio (Backstairs at the White House), regia di Michael O'Herlihy – miniserie TV (1979)
- Fuoco di sbarramento (Friendly Fire), regia di David Greene – film TV (1979)
- Can You Hear the Laughter? The Story of Freddie Prinze, regia di Burt Brinckerhoff – film TV (1979)
- He's the Mayor – serie TV (1986)
- Glory & Honor, regia di Kevin Hooks – film TV (1998)
- The Orville – serie TV, 1 episodio (2019)

### Regista
- Fame (1982)
- St. Elsewhere (1982)
- Hotel (1983)
- Teen Father (1986)
- Vietnam War Story (1987)
- Class Act: A Teacher's Story (1987)
- 21 Jump Street (1987)
- Once a Hero (1987)
- China Beach (1988)
- Roots: The Gift (1988)
- Doogie Howser, M.D. (1989)
- Equal Justice (1990)
- Heat Wave (1990)
- Strictly Business (1991)
- Passenger 57 (1992)
- Murder Without Motive: The Edmund Perry Story (1992)
- Irresistible Force (1993)
- NYPD Blue (1993)
- To My Daughter with Love (1994)
- Fled (1996)
- Black Dog (1998)
- Glory & Honor (1998)
- Rescue 77 (1999)
- Mutiny (1999)
- The Hoop Life (1999)
- Lie Detector (1999)
- City of Angels (2000)
- The Color of Friendship (2000)
- Soul Food (2000)
- Il fantasma del Megaplex (Phantom of the Megaplex) – film TV (2000)
- Philly (2001)
- Sounder (2003)
- L.A. Dragnet (2003)
- Prison Break (2006)
- Monk (2009)
- The Good Lord Bird - La storia di John Brown (The Good Lord Bird) – miniserie TV (2020)